# Al-Hirdżilla
Al-Hirdżilla (arab. الحرجلة) – miejscowość w Syrii, w muhafazie Damaszek. W 2004 roku liczyła 3550 mieszkańców.